# بی‌خانمانی

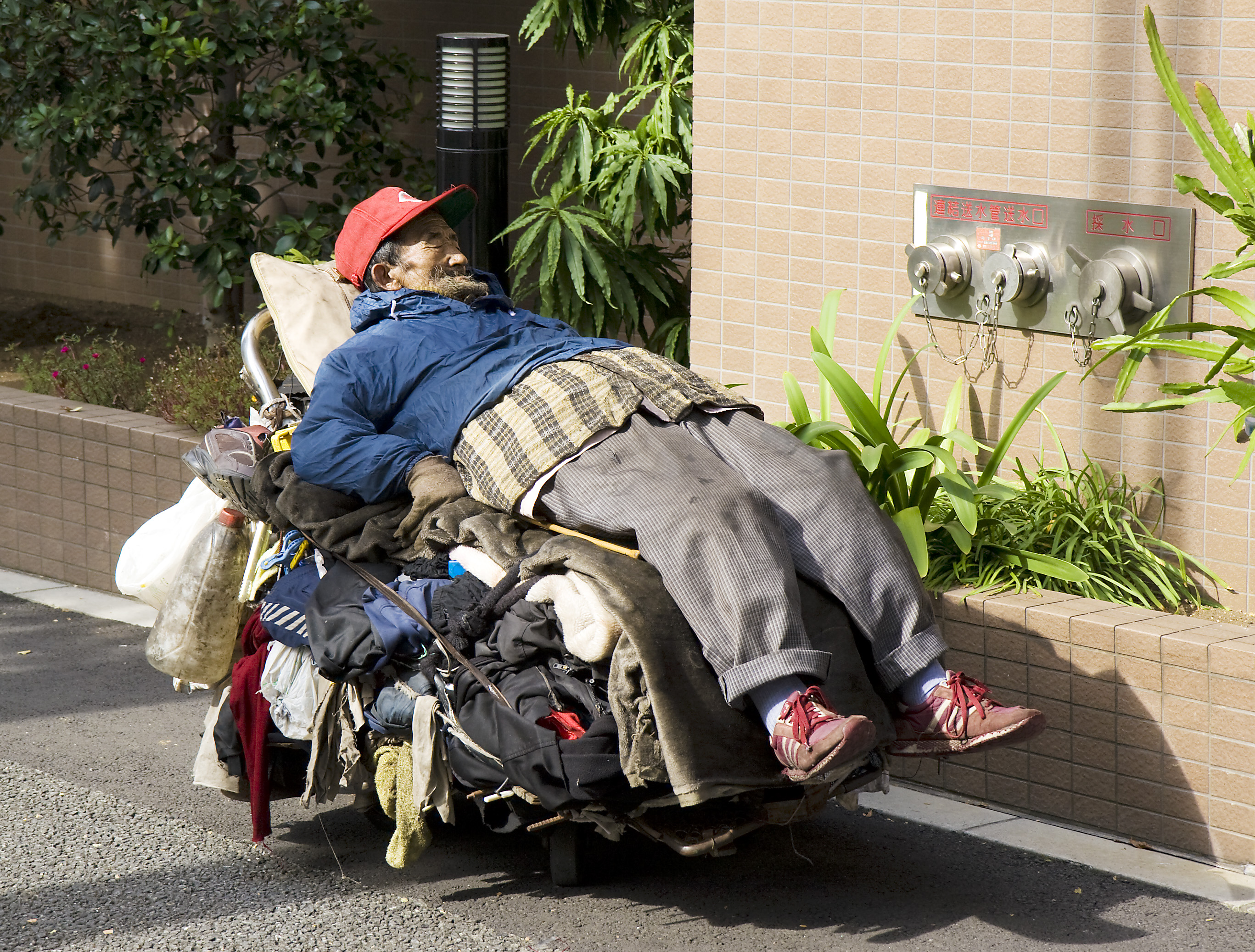
یک مرد بی‌خانمان در توکیو، ژاپن.

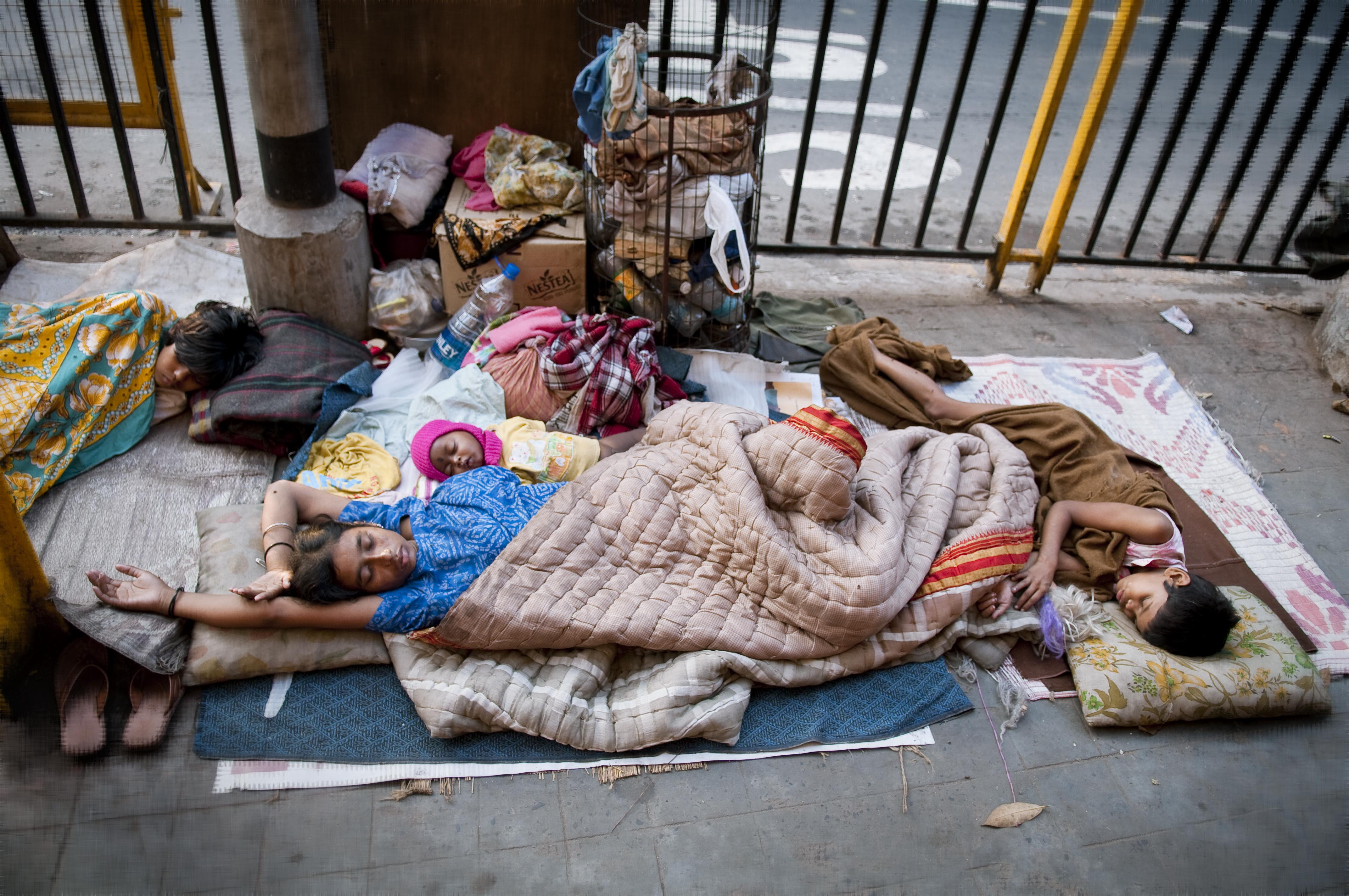
نگاره‌ای از یک خانوادهٔ بی‌خانمان در کلکته، هند.

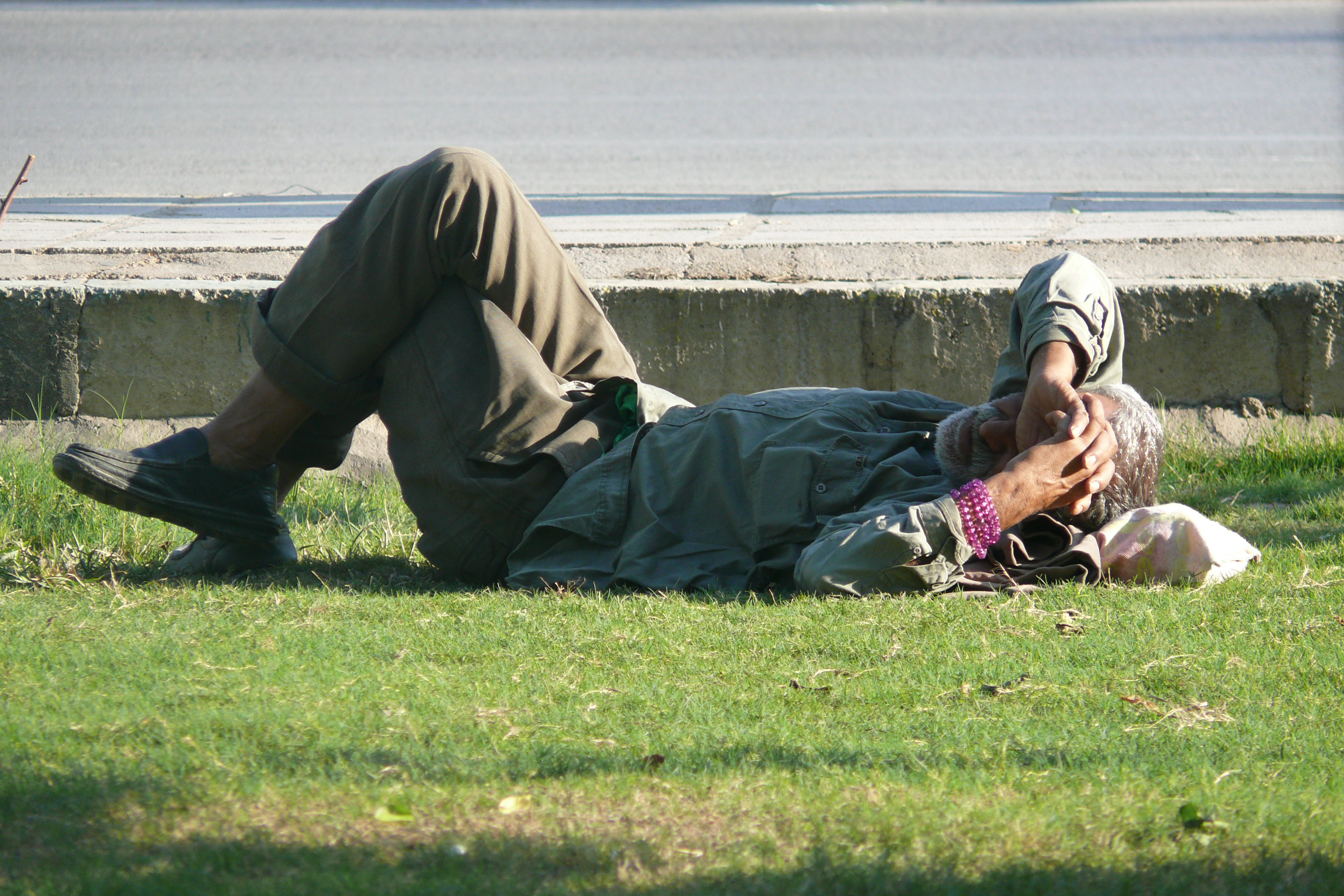
یک بی‌خانمان در اهواز.

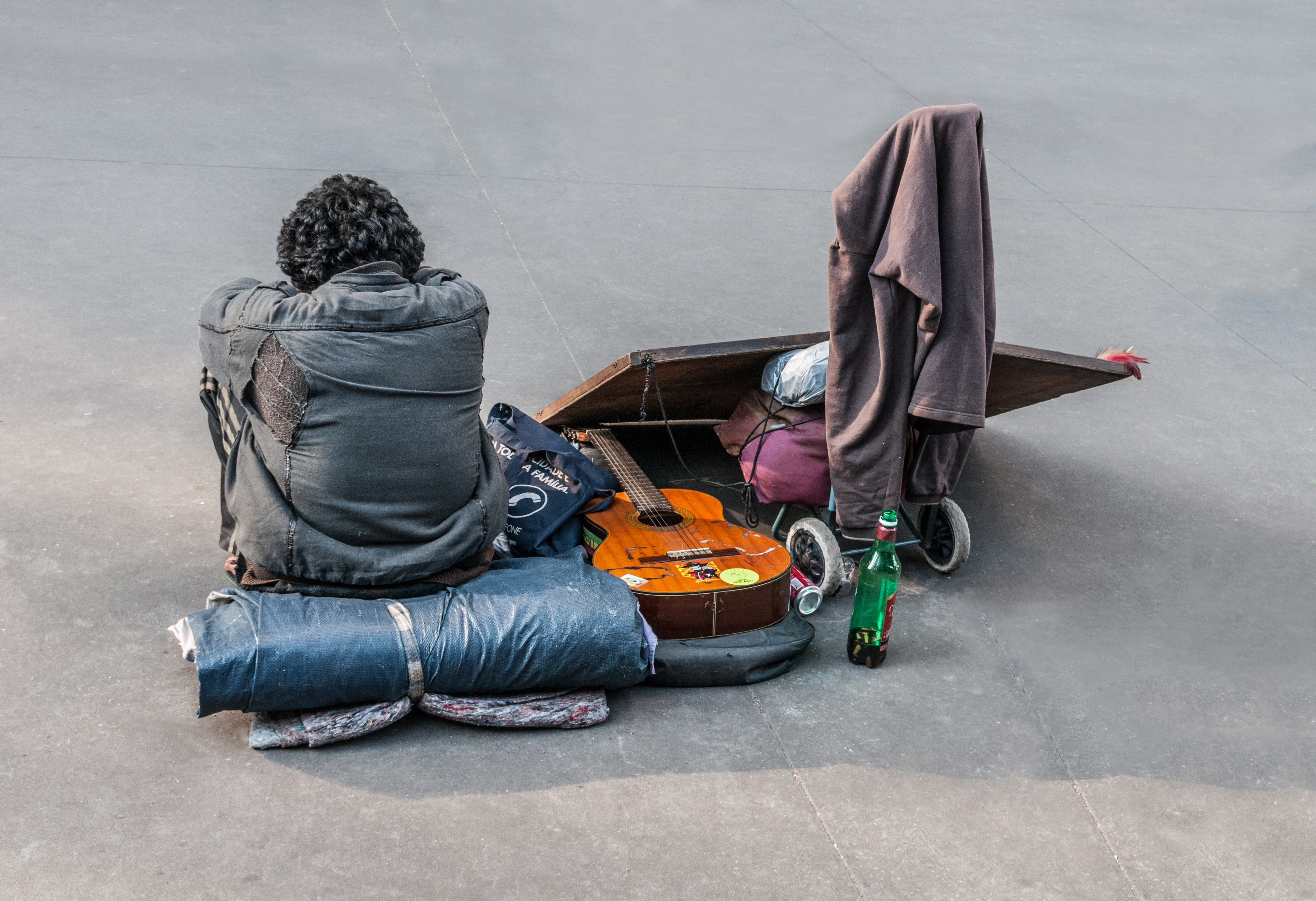
نگاره‌ای از یک مرد بی‌خانمان در شهر سائو پائولو، برزیل. سائوپائولو با ۲۰ میلیون نفر جمعیت یکی از ثروتمندترین شهرهای برزیل است اما مشکل مسکن در آنجا به چالشی جدی تبدیل شده‌است.

بی‌خانمان یا بی‌سرپناه به کسانی گفته می‌شود که خانه و سرپناهی دائمی برای زندگی و آسایش ندارند. افراد بی‌خانمان اغلب از داشتن و حفظ مسکن مناسب، امن، ایمن و متعارف محروم‌اند. به این افراد در جامعه ایران کارتن‌خواب نیز گفته می‌شود. تعریف قانونی بی‌خانمانی در کشورهای مختلف یا در حوزه‌های قضایی یک کشور واحد متفاوت است. واژه بی‌خانمان را می‌توان در مورد افرادی به کار برد که اقامت شبانه آن‌ها به یکی از این شکل‌هاست: پناهگاه بی‌خانمان‌ها، خانه امن در برابر خشونت خانگی، اقامت بلندمدت در مسافرخانه، خودرو، املاک تصرف‌شده، جعبه‌های مقوایی، شهرک‌های مملو از چادر، سرپناه‌های برزنتی ساخته شده از مواد دورریختنی یا هر شکل دیگری از مسکن سرهم‌بندی‌شده. بر مبنای تعریف خیریه ملی بی‌خانمان‌های بریتانیا، خانه صرفاً یک فضای فیزیکی نیست بلکه علاوه بر این ریشه‌ها، هویت، احساس امنیت و حس تعلق را در فرد ایجاد می‌کند و مکانی برای بهزیستی عاطفی است. دولت ایالات متحده در سرشماری بی‌خانمان‌ها این گروه را هم جزء بی‌خانمان‌ها در نظر می‌گیرد: افرادی که در مکان‌های عمومی یا خصوصی‌ای می‌خوابند که برای کاربری‌ای غیر از خوابیدن متعارف انسان‌ها طراحی شده‌است.

## برخی از دلیل‌های بی‌خانمان شدن
1. خشونت خانگی
2. خلع ید-در بسیاری از کشورها افراد به دستور دولت خانه‌شان را از دست می‌دهند. این کار برای ایجاد فضای مناسب برای برج‌سازی، راه‌سازی یا تأمین سایر نیازهای دولت‌ها صورت می‌گیرد. غرامت‌های معمولاً حداقلی است و کفاف خرید خانه جدید را نمی‌دهد و از همین روی ساکنین این خانه‌های بی‌سرپناه می‌شوند.
3. اعیان‌سازی-فرایندی که طی آن یک محله به محل سکونت ساکنین مرفه‌تر تبدیل می‌شود و ساکنین فقیر قبلی نمی‌توانند از پس هزینه‌های سکونت در محل بربیایند.
4. ضعف در دسترسی به مراقبت‌های بهداشتی
5. ضعف در دسترسی به مسکن مقرون به صرفه
6. زندگی با نقص جسمانی خصوصاً در مواردی که خدمات به معلولین وجود ندارد یا کافی نیست.
7. زندگی با اختلال روانی خصوصاً در شرایطی که خدمات سلامت روان در دسترس نیست یا دسترسی به آن دشوار است.
8. بیکاری و نداشتن پول برای خرید یا اجاره خانه
9. اعتیاد و در نتیجه از کار افتادن و رانده شدن به حاشیه[۸]
10. بدهکاری‌های سنگین در رابطه با وام مسکن وعدم توان بازپرداخت وام. (ر.ک. بحران مالی ۲۰۱۲–۲۰۰۷)
11. ورشکستگی یا مال باختن کسبه و بازرگانان
12. افزایش بی‌رویه و بی‌کنترل جمعیت
13. وقوع جنگ و نابودی شمار بسیاری از خانه‌ها[۸]
14. رخدادهای طبیعی مانند: زمین لرزه، سیل، توفان، فوران آتش‌فشانها و آتش‌سوزی
15. بیماری‌های اعصاب و روان شدید مانند: بیماری اختلال دوقطبی، افسردگی، اسکیزوفرنی و …

## بی‌خانمانی در ایران
بی‌خانمانی و زندگی در خیابان بر اساس مصوبه شورای عالی اداری در سال ۱۳۷۸ جرم محسوب می‌شود. اگرچه این مصوبه مشخصا تکدی‌گری را هدف قرار داده است با این حال به واسطه فقدان قانون مشخص در مورد خیابان‌خواب‌ها عمدتاً افرادی که در خیابان می‌خوابند هم به اردوگاه‌های مذکور در این مصوبه منتقل می‌شوند و در صورت عدم مراجعه خانواده‌ها برای بازگرداندن آن‌ها به خانه و در صورت اعتیاد به مواد مخدر مجبور به گذراندن دورة ۳–۶ ماه در این اقامتگاه‌ها هستند. بیخانمان‌های درگیر اعتیاد بر اساس ماده ۱۶ قانون مبارزه با مواد مخدر معتاد متجاهر محسوب شده و نیروی انتظامی موظف به دستگیری و تحویل آن‌ها به کمپ ترک اعتیاد اجباری موسوم به کمپ ماده ۱۶ است. این ماده چنین بیان دارد: معتادان به مواد مخدر مذکور در دو ماده ۴ و ۸ به یک میلیون تا پنج میلیون ریال جزای نقدی و تا سی ضربه شلاق محکوم، در صورت تکرار برای هر مرتبه هر بار تا ۷۴ ضربه شلاق محکوم خواهند شد. در صورتی که مرتکب از کارکنان دولت یا مؤسسات یا ارگانهای دولتی یا وابسته به دولت باشد علاوه بر مجازات جریمه نقدی و شلاق، به انفصال دائم از خدمات دولتی محکوم می‌شود. ولی چنانچه ثابت شد که محکوم ترک اعتیاد کرده است مجدداً می‌تواند مراحل استخدام را طی کرده و مشغول خدمت در دستگاه‌های دولتی شود. تاکنون موارد متعددی از خشونت و بدرفتاری با این افراد در کمپ‌ها منتشر شده است.

### زندگی در گور
روزنامهٔ شهروند خبر از گورخواب‌ها و کارتن‌خواب‌هایی داد که در قبر می‌خوابند. ۵۰ کارتن‌خوابی که اطراف و درون گورستان بزرگ نصیرآباد باغستان در حومهٔ شهریار تهران ساکن بودند و دست کم ۲۰ گور را اشغال کرده‌اند. بر اساس این گزارش، در هر گور یک نفر و گاهی هم سه تا چهار نفر زندگی می‌کنند. این گورها عموماً برای خواب مورد استفاده قرار می‌گیرند و در طول روز و زمانی که افراد برای تهیهٔ پول مواد و غذا، ضایعات جمع می‌کنند یا گدایی می‌کنند، خالی هستند؛ اما باید حواسشان به گورشان باشد چرا که از طرف دیگر کارتن‌خواب‌ها مورد سرقت قرار می‌گیرند و ممکن است به پتوهای پاره و لباس‌های کهنه هم رحم نکنند.

#### واکنش اصغر فرهادی
اصغر فرهادی در نامهٔ سرگشاده‌ای که خطاب به حسن روحانی منتشر کرده است، نسبت به گزارش واکنش نشان داد و گفت که از خواندن این خبر، سراسر وجودش را شرم و بغض فراگرفته و همهٔ آنانی که در این سرزمین و در این سی و چند سال مسئولیتی داشته و دارند را سهیم در این شرمساری دانست.